# UNItopia
UNItopia ist ein Computerspiel, das älteste deutschsprachige MUD. Es wurde im Jahre 1991 gegründet und 1992 öffentlich gemacht.

## Spielkonzept
Bei UNItopia handelt es sich um eine virtuelle Welt mit Rollenspielcharakter. Wie in anderen Rollenspielen gibt es kein festgelegtes Spielziel. Ein erschaffener Charakter betritt und erkundet diese virtuelle Welt. Der Charakter gewinnt durch das Erkunden der Welt, aber auch das Lösen von gestellten Rätseln oder das Spielen von Spielen, an Erfahrung. Mit dem Erfüllen von bestimmten Anforderungen gewinnt der Spieler an Privilegien.
UNItopia besteht aus zwei miteinander verbundenen Welten. Wie in nahezu jedem MUD gibt es auch hier eine Fantasiewelt, diese heißt „Magyra“ und der andere Teil ist eine Nachbildung vom Stuttgarter Campus und heißt dementsprechend auch einfach nur „Campus“.

## Technik
Durch die Abstammung vom Genre der Textadventures ergibt sich die rein textbasierte Ein- und Ausgabe in UNItopia. Das entspricht den damaligen technischen Möglichkeiten. Der Zugang zu UNItopia ist über Telnet mit dem Port 23 oder 3333 möglich. Als Alternative existiert heute auch ein Web-Interface. UNItopia ist wie MorgenGrauen ein LPMud und wird in der Sprache LPC programmiert. Es wird von den Anwendern selbst programmiert und ist damit ein frühes Beispiel von Social Software.